# 林房雄
林 房雄（はやし ふさお、1903年（明治36年）5月30日 - 1975年（昭和50年）10月9日）は、日本の小説家、文芸評論家。大分県大分市出身。本名は後藤 寿夫（ごとう ひさお）。戦後の一時期の筆名は白井 明。戦後は中間小説の分野で活動し、『息子の青春』、『妻の青春』などを出版し舞台上演され流行作家となった。

## 略歴
父が酒に溺れたため、家業の雑貨商が破産。このため母が紡績工場の女工として家計を支えた。1916年（大正5年）、旧制大分中学校（現・県立大分上野丘高校）入学後は、銀行家の小野家の住み込み家庭教師として働きながら苦学し、1919年（大正8年）、第五高等学校に入学してからも小野家の援助を受ける。東京帝国大学法学部中退。
- 1925年（大正14年） - 『科学と芸術』を発表。
- 1926年（大正15年） - 京都学連事件で検挙・起訴（禁固10か月）。『文芸戦線』に小説『林檎』を発表しプロレタリア文学の作家として出発する。
- 1927年（昭和2年） - 日本プロレタリア芸術連盟分裂、中野重治・鹿地亘・江馬修らは残留し、脱退した青野季吉・蔵原惟人・林房雄らは労農芸術家連盟を創立。志賀義雄に恋人を取られ、その失恋をもとにした「酒盃」を『改造』に発表[2]。
- 1928年（昭和3年） - 『プロレタリア大衆文学の問題』発表。
- 1929年（昭和4年） - 『都会双曲線』発表。
- 1930年（昭和5年） - 日本共産党への資金提供を理由に治安維持法違反で検挙。のち起訴され、豊多摩刑務所に入る。公判中に転向する旨の上申書を提出する[3]。大堀繁子と結婚、高円寺に暮らす。
- 1932年（昭和7年） - 出所して鎌倉に転入。『青年』発表。「新潮」で『作家として』で転向を表明。
- 1933年（昭和8年） - 小林秀雄、武田麟太郎、川端康成、深田久弥、広津和郎、宇野浩二らと同人誌『文学界』を創刊。（〜1944年（昭和19年））。長男・英彦誕生。
- 1934年（昭和9年） - 静岡県伊東に転居（政治家・小泉三申の別荘であった）。二男・昭彦誕生。
- 1935年（昭和10年） - 『浪漫主義者の手帖』を著し、マルクス主義からの離反を主張。『壮年』発表。神奈川県鎌倉郡鎌倉町浄明寺宅間ヶ谷（現・鎌倉市浄明寺2丁目8）に転居。川端康成を隣家に誘い、12月に川端が引っ越してくる。
- 1936年（昭和11年） - 『プロレタリア作家廃業宣言』発表。
- 1937年（昭和12年） - 松本学・中河与一・佐藤春夫らと新日本文化の会を結成。日中戦争（日支事変・支那事変）への作家の従軍に参加（このほか、吉川英治、吉屋信子、尾崎士郎、岸田国士、石川達三らが従軍）
- 1938年（昭和13年） - 『文学と国策』を発表。
- 1939年（昭和14年） - 『西郷隆盛』を発表。1970年（昭和45年）に完結。
- 1941年（昭和16年） - 『文学界』3月に『転向について』を発表（横浜湘風会機関誌『湘風』から転載）。
- 1943年（昭和18年） - 小林秀雄と満州・中国を旅行。
- 1947年（昭和22年） - 「小説時評」で坂口安吾らを「新戯作派」と名付ける。
- 1948年（昭和23年） - 戦争協力により、文筆家として公職追放[4]。
- 1952年（昭和27年） - 妻の繁子が鎌倉浄明寺の自宅にて自殺。かねてより林の女性関係などに悩んで鬱状態にあり5度の自殺を試みていた[5][6][7]。林は、『息子の青春』などで描いた理想的な家族関係について、精神を病んだ妻の回復や幸福な家庭再建への願望を込めて執筆したといった趣旨をうかがわせる発言を行った。
- 1953年（昭和28年） - 『文学的回想』を発表。愛人だった中野好子(赤坂氷川町の貸席『なかの』経営者で三味線奏者)と再婚[8][9]。「悪妻物語」(京橋出版社)など9冊を刊行[9]。
- 1963年（昭和38年） - 三島由紀夫『林房雄論』が発表される。『中央公論』に『大東亜戦争肯定論』を発表。大きな物議を醸した。『朝日新聞』の月一回『文芸時評』を担当する（〜1965年（昭和40年））。
- 1966年（昭和41年） - 三島由紀夫と対談した『対話・日本人論』を出す。
- 1972年（昭和47年） -『悲しみの琴―三島由紀夫への鎮魂歌』を発表。
- 1975年（昭和50年） - 胃癌のため死去[10]。享年72。墓地は鎌倉報国寺にある。

## 三島由紀夫との交流
三島由紀夫と林の出会いは、1947年（昭和22年）6月27日「新夕刊」編集部であった。当初より三島は、林に好感を持ち、親交を続けた。林への書簡で、自身の文学論や高見順ら左翼的文壇人への憤慨などを吐露する。三島は同じ東京帝国大学法学部出身でもあった林を、常に尊敬し1963年（昭和38年）に『林房雄論』を書く。三島は、1966年（昭和41年）に対談『対話・日本人論』が実現したときには感激したという。1969年（昭和44年）に、対談『現代における右翼と左翼』を行っている。
だが『対話・日本人論』の時点で、天皇観を巡り、意見の相違がやや現れた。林が、「天皇にも人として過ちはある。（中略）天皇に逆賊と言われたら甘んじて刑死すべきです。恨んではいけない。」と、主張したのに対して三島は、「僕は天皇無謬説なんです。（中略）僕はどうしても天皇というのを、現状肯定のシンボルにするのはいやなんです。（中略）天皇は現状肯定のシンボルでもあり得るが、いちばん先鋭な革新のシンボルでもあり得る二面性をもっておられる。いまあまりにも現状肯定的ホームドラマ的皇室のイメージが強すぎるから、先鋭な革新の象徴としての天皇制というものを僕は言いたいということです。」と語った。最終的には林も三島のその考え方に同意し、「革新のシンボルになります。これからも必ずなります」と賛同している。
三島は自決（11月25日）寸前の1970年（昭和45年）9月には、徳岡孝夫に「林さんはもうダメだ。右翼と左翼の両方からカネを貰っちゃった」と言い、失望の色を隠さなかったという。ただし、これについて徳岡は、後年に回想記『五衰の人－三島由紀夫私記』にて、三島は「楯の会」の活動で思い詰めていたが故に、林側の事情と行動を誤解したのではないかと推測している。
林は、1971年（昭和46年）1月24日に築地本願寺で行なわれた三島の本葬・告別式に際し、弔辞で、「満開の時を待つことなく自ら散った桜の花」、「日本の地すべりそのものをくいとめる最初で最後の、貴重で有効な人柱である、と確信しております」と述べてその死を悼んだ。「憂国忌」の道筋をつけた。
晩年は闘病生活を送りつつ、何冊か関連著作（三島事件の「追悼本」）の執筆・編纂・出版にあたり、月刊誌『浪曼』（1972年11月号-1975年2月号）発行にも参与、民族派の論客としても活動し続けた。皇統論や西郷隆盛語録などを執筆した。

## 大東亜戦争肯定論
『大東亜戦争肯定論』は、『中央公論』1963年（昭和38年）9月号から1965年（昭和40年）6月号にかけ連載され、単行判は番町書房（正・続）2冊（のち新版全1巻）で刊。様々な再刊を経て、2001年（平成13年）に夏目書房で再刊（普及版も刊）、夏目書房の倒産（2007年（平成19年））により再度入手困難となった。2014年（平成26年）に中公文庫で初めて文庫再刊された。
林はあえて、敗戦占領下にGHQにより使用を禁じられ、占領終了後もタブー視された「大東亜戦争」という名称を用いた。
「肯定論」の中心をなす主張は、幕末の弘化年間（1845年-1848年）以来の日本近代史を、アジアを植民地化していた欧米諸国に対する反撃の歴史である「東亜百年戦争」と把握している点にある。そして、1945年（昭和20年）8月15日に終わった大東亜戦争はその全過程の帰結だった、としている。さらに、その過程（朝鮮併合、満州事変、日中戦争など）における原動力は経済的要因ではなくナショナリズムであったとし、それの集中点は「武装せる天皇制」だった、とも提起している。

### 翻訳
- 林房雄 許哲睿訳 (2017-10-18) (中国語), 大東亞戰爭肯定論, 日本論點, 台湾: 八旗文化, ISBN 9789869516877, OCLC 1017471384[22]

## 著作
※は電子書籍で再刊
- 『絵のない絵本』春陽堂、1926年。
- 『牢獄の五月祭』春陽堂、1927年。
- 『鎖』春陽堂、1928年。
- 『都会の論理』中央公論社、1929年。
- 『海と飛魚の子と』改造社、1930年。
- 『鉄窓の花』先進社、1930年。
- 『都会双曲線』先進社、1930年。
- 『密偵』日本評論社〈日本プロレタリア傑作選集 第1巻〉、1930年。
- 『柘榴のある庭』竹村書房、1934年。
- 『青年』中央公論社、1934年。
  - 『青空』改造社〈文藝復興叢書 第6〉、1934年。
  - 『青年』第一書房、1938年。改訂版・文藝春秋、1943年
  - 『青年』創元社、1942年。
  - 『青年』（改版）創元社、1947年。
  - 『青年』創元社〈創元文庫（上・下）〉、1951年。のち角川文庫（上・下）
  - 『青年』講談社ロマン・ブックス、1964年※。新書判（以下の講談社刊も同）
- 『文学放談　附・独房信』竹村書房、1934年。
- 『文学のために』ナウカ社、1934年。
- 『浪曼主義者の手帖』サイレン社、1935年。
- 『衣裳花嫁』有光社〈純粋小説全集 第2巻〉、1936年。
- 『浪曼主義のために』文学界社、1936年。
- 『壮年』第一書房、1936年。
  - 『壮年』第一書房（上・下）、1938-1940年。
  - 『壮年』ポリゴン書房、1947年。-「文明開化」に改訂改題
- 『乃木大将』第一書房、1937年。
- 『上海戦線を語る』今日の問題社、1937年。
- 『戰爭の横顏 文學者は戰線で何を見たか』春秋社、1937年。
- 『美しき五月となれば』第一書房、1938年。
- 『太陽と薔薇』河出書房、1938年。
- 『アジアを拓く少年義勇軍』第一出版社、1938年。
- 『牧場物語』第一書房、1938年。
- 『大陸の花嫁』第一書房、1939年。
  - 『大陸の花嫁』長谷川啓・岩淵宏子 監修、ゆまに書房〈「帝国」戦争と文学6〉、2004年10月。ISBN 978-4-8433-1298-8。
- 『亜細亜の娘』朝日新聞社、1939年。
- 『亜細亜の旅人』金星堂〈新選随筆感想叢書 第10〉、1940年。
- 『獄中記』創元社、1940年。[23]
- 『霧と白樺』河出書房、1940年。
- 『転向に就いて』湘風会、1941年。
- 『東洋の満月』時代社、1941年。
- 『西郷隆盛』創元社（全11巻）、1942-1948年。
- 『栗原大作 第1・2部』地平社、1942年。
- 『青年の國 第1部』文藝春秋社、1942年。
- 『勤皇の心』創元社、1943年。
- 『明治元年』地平社、1947年。
- 『我が毒舌』銀座出版社、1947年。
- 『結婚の幸福』ポリゴン書房、1947年。
- 『美しき南の國』暁書房、1947年。
- 『ミモーザの花蔭に』新太陽社、1947年。
- 『嘆きの森の光の泉』万里閣、1948年。
- 『サルタンの花嫁』新興芸術社、1948年。
- 『白夫人の妖術』扶桑書房、1948年。
  - 『白夫人の妖術』新潮社〈新潮文庫 第243〉、1951年。
- 『真昼の花』矢貴書店、1948年。
- 『日本よ美しくあれ』真日本社、1948年。
- 『碧玉の笛』労働文化社、1948年。
- 『虹の街』藤田書店、1948年。
- 『風を呼ぶ花』中川書店、1948年。
- 『水中の城』大日本雄弁会講談社、1949年。
- 『美しき未亡人』宝雲舎、1949年。
- 『女読むべからず 春の夜話』新文庫社、1949年。
- 『白い靴』北条書店、1950年。
- 『ドン・ジュアン バイロン卿の原作による途方もない漫画小説』青々堂出版部、1950年。
- 『わが海は碧なりき』創元社、1950年。
- 『息子の青春』六興出版社、1950年。のち講談社※
  - 『息子の青春』新潮社〈新潮文庫〉、1955年、改版2008年。ISBN 978-4-10-134891-9。
- 『柳色新たなり』新潮社、1951年。
- 『晴れて雲間に』創元社、1951年。
- 『妻の青春』創元社、1952年。のち角川文庫
- 『明治大実業家列伝　市民社会建設の人々』創元社、1952年。
- 『悪妻物語』京橋出版社、1953年。
- 『女帝物語』京橋出版社、1953年。
- 『良人の青春』創元社、1953年。のち角川文庫
- 『月の夜の女』小説朝日社、1953年。
- 『薔薇の秘密』小説朝日社、1953年。
- 『わが輩は犬である』東方社、1953年。
- 『武器なき海賊』白灯社、1953年。
- 『美しき母への讃歌』主婦之友社、1953年。のち講談社※
- 『微笑を忘れた女』東方社、1954年。
- 『息子の縁談』新潮社、1954年。のち新潮文庫、講談社※
- 『文学的回想』新潮社、1955年。
- 『娘の縁談』新潮社、1955年。のち新潮文庫、講談社※
- 『女読むべからず 夏の夜話』河出書房〈河出新書〉、1955年。
- 『光る風車』東方社、1955年。
- 『女はひとりで歩けるか?』東方社、1955年。
- 『女読むべからず 秋の夜話』河出書房〈河出新書〉、1955年。
- 『女読むべからず 冬の夜話』河出書房〈河出新書〉、1955年。
- 『消えぬ夢』東方社、1955年。
- 『待ち切れぬ女』鱒書房〈コバルト新書〉、1955年。
- 『再婚旅行』東方社、1955年。のち講談社※
- 『狸小路の花嫁』大日本雄弁会講談社、1956年。※
- 『ある晴れた日の歌』東方社、1956年。
- 『青空乙女』大日本雄弁会講談社、1956年。※
- 『赤ちゃん誕生』大日本雄弁会講談社、1956年。※
- 『花ひらく森』大日本雄弁会講談社、1958年。※
- 『剣と恋』東方社、1958年。
- 『息子の結婚』講談社、1958年。※
- 『黄金の星座』講談社、1959年。※
- 『月から来た光の姫』東方社、1959年。
- 『釣人荘殺人事件』光文社、1959年。
- 『緑の散歩道』中央公論社、1961年。
- 『緑の水平線』講談社、1964年。※
  - 『緑の水平線 釣人物語』二見書房、1978年。
- 『大東亜戦争肯定論』番町書房、1964年。
- 『続・大東亜戦争肯定論』番町書房、1965年。
  - 『大東亜戦争肯定論』（正・続を合本）番町書房、1970年、新装版1977年。
  - 『大東亜戦争肯定論』林房雄大人追悼出版刊行会（心交会）、1976年。巻末に追悼文集
  - 『大東亜戦争肯定論』（やまと文庫（上・下））心交会(出版)・三樹書房(発売)、1984年8月。ISBN 978-4-89522-104-7・ISBN 978-4-89522-105-4。新書判：下巻に追悼文集
- 『文明開化』朝日新聞社、1965年。
- 『文芸時評』桃源社、1965年。『朝日新聞』で連載
- 『緑の日本列島　激流する明治百年』文藝春秋、1966年。
- 『中国千夜一夜 女読むべからず』河出書房新社（上・下）、1967年。挿画：古沢岩美
- 『日本への直言』日本教文社、1967年。
- 『林房雄著作集』翼書院、1968-1969年。以下のみ刊行（全5巻予定）
  1. 「大東亜戦争肯定論」
  2. 「日本よ美しくあれ・東西南北・文学的回想・戦後の履歴書」
  3. 「獄中記・転向について・勤皇の心」
- 『随筆池田勇人　敗戦と復興の現代史』サンケイ新聞社出版局、1968年。
- 『日本との対決』月刊ペン社、1969年。
- 『日本への警告』日本教文社、1969年。
- 『鎮西八郎為朝』学習研究社、1969年。
  - 『鎮西八郎為朝』学習研究社〈書きおろし歴史小説シリーズ〉、新版1980年。ISBN 978-4050032136。※
- 『西郷隆盛』徳間書店（全22巻）、1964-1970年。[24]
  - 『西郷隆盛』徳間文庫（全11巻）、1985-1986年。解説：尾崎秀樹
- 『神武天皇実在論　よみがえる日本古代の英雄』光文社〈カッパ・ブックス〉、1971年。
  - 『神武天皇実在論』学研プラス〈学研M文庫〉、2009年7月。ISBN 978-4059012436。解説：竹田恒泰
  - 『神武天皇実在論』ハート出版、2020年6月。ISBN 978-4-8024-0097-8。解説：宮崎正弘[25]
- 『現代人のための古事記』新人物往来社、1972年。
- 『悲しみの琴　三島由紀夫への鎮魂歌』文藝春秋、1972年。序文：川端康成
- 『林房雄評論集』浪曼、1972-1974年。以下のみ刊行[26]
  - 1「緑の日本列島」
  - 2「文学的回想」
  - 4「吉田茂と占領憲法」[27]
  - 6「大東亜戦争肯定論」
- 『天皇の起原』浪曼、1974年。
  - 『天皇の起原』天山出版〈天山文庫〉、1988年12月。ISBN 978-4-8033-1733-6。
  - 『天皇の起原』シーエイチシー〈コアラブックス〉、2006年2月。ISBN 978-4-86097-169-4。選書判で上記と同じ版型
- 『大西郷遺訓』新人物往来社、1974年。
  - 『大西郷遺訓』（新版）新人物往来社、1989年。ISBN 978-4-404-00503-8。
  - 『現代語訳　大西郷遺訓』新人物往来社〈新人物文庫〉、2010年9月。ISBN 978-4-404-03907-1。解説：渡部昇一
  - 『大西郷遺訓』中央公論新社〈中公クラシックス〉、2017年10月。ISBN 978-4-12-160177-3。解説：原口泉
- 『現代史への証言』日本及日本人社、1981年3月、再版1983年。序文：保田與重郎
- 『青年 若き日の伊藤博文・井上馨』徳間文庫（上・下）、1986年8月。ISBN 978-4-1-9598122-1 ISBN 978-4-19-598123-8。[28]解説：尾崎秀樹
- 『大東亜戦争肯定論』夏目書房〈林房雄コレクション1〉、2001年8月。ISBN 978-4-931391-92-5。評伝：河盛好蔵、解説：富岡幸一郎

- 『大東亜戦争肯定論』（選書普及版）夏目書房、2006年8月。ISBN 978-4-86062-052-3。

- 『大東亜戦争肯定論』中央公論新社〈中公文庫〉、2014年11月。ISBN 978-4-12-206040-1。上記を文庫化、解説：保阪正康

- 『天皇の起原』夏目書房〈林房雄コレクション2〉、2002年9月。ISBN 978-4-86062-002-8。[29]
- 『青年・文明開化』夏目書房〈林房雄コレクション3〉、2003年11月。ISBN 978-4-86062-010-3。解説：桶谷秀昭

### 共著 および対談
- 『少年』阿蘇弘 共著、政経書院、1935年。
- 三島由紀夫と『対話・日本人論』番町書房、1966年。
  - 三島由紀夫と『対話・日本人論』（新装版）番町書房、1970年。
  - 三島由紀夫と『対話・日本人論[30]』夏目書房、2002年。解説：富岡幸一郎
- 岡潔と『心の対話』日本ソノサービスセンター、1968年。
  - 『心の対話』土曜社、2021年。新装版ペーパバック（電子書籍も刊）
- 伊沢甲子麿と『歴史への証言 三島由紀夫・鮮血の遺訓』恒友出版、1971年。
- 『日本の原点 林房雄対談集』日本教文社、1972年。[31]
- 村松剛と『浪曼人 三島由紀夫　その理想と行動』浪曼、1973年。[32]

### 訳書
- ボグダーノフ『経済科学概論』白揚社、1925年。
- マルクス『クーゲルマンへの手紙』希望閣、1926年。
- レーニン『インタナショナル』レーニン著作集刊行会〈レーニン著作集 第6巻〉、1926年。
- ヘルミニヤ・ツール・ミユーレン『小さいペーター』暁星閣、1927年。
- ル・メルテン『芸術の唯物史観的解釈』川口浩 共訳、南宋書院、1928年。
- ミユーレン『真理の城』南宋書院、1928年。
- アレキサンドラ・コロンタイ『恋愛の道』世界社、1928年。
- アー・ボグダーノフ『社会意識学概論』改造社、1930年。
- レーニン『第三インタナショナル』白揚社、1936年。
- バイロン『ドン・ジュアン』人文書院、1953年。
- E・S・ガードナー『どもりの僧正』東京創元社、1956年。
- デイヴィッド・ドッジ『黒い羊の毛をきれ』東京創元社、1957年。
- E・S・ガードナー『幸運の脚』東京創元社、1958年。
  - 「幸運な足の娘」『E・S・ガードナー』創元推理文庫、1981年。
- シャーロット・アームストロング『夢を喰う女』東京創元社、1958年。